# فاج (شیرینی)
فاج (انگلیسی: Fudge) نوعی شیرینی است که از شکر، کره و شیر تهیه می‌شود که تا ۱۱۶ درجهٔ سلسیوس حرارت داده شده و سپس مخلوط بدست‌آمده را هَم می‌زنند تا حرارتش را از دست بدهد و قوامی کِرِم‌مانند و نرم پیدا کند. گاهی به این مایع نرم، قطعات ریز میوه، دانه‌های آجیلی، کارامل یا آب‌نبات اضافه می‌کنند.